# Tortugas
Tortugas è un comune (comuna in spagnolo) dell'Argentina, appartenente alla provincia di Santa Fe, nel dipartimento di Belgrano.

## Storia
La colonia di Tortugas è stata fondata il 12 marzo 1870 con la costruzione della linea ferrovia da Rosario a Cordoba. Primi abitanti furono emigranti italiani delle regioni del Piemonte e della Lombardia. Il comune fu istituito ufficialmente il 5 agosto 1889.

## Geografia fisica
Si trova a 235 chilometri dalla capitale federale Santa Fe. Originario di Tortugas è il vescovo emerito di Santa Rosa, Rinaldo Fidel Brédice.
In base al censimento del 2010, il comune contava 2.234 abitanti, con un decremento dello 0,05% rispetto al censimento precedente (1991).